# Delta Farce
Pour plus de détails, voir Fiche technique et Distribution.
Delta Farce est une comédie américaine réalisée par C. B. Harding et sortie en 2007. C'est une parodie de Delta Force (série de films).

## Synopsis
Trois tireurs du dimanche sont enrôlés par erreur dans l'armée américaine, où ils se la coulent douce comme réservistes; jusqu'au jour où ils doivent être envoyés en Irak sous les ordres du tyrannique sergent Kilgore. Mais durant leur vol de transfert vers le Moyen-Orient, leur avion est pris dans une tempête, et ils sont finalement largués par accident au Mexique avec leur nouveau supérieur. Convaincus d'être en territoire ennemi, ils décident d'affronter le chef d'un terrible gang qui terrorise la région et qui porte le nom de... Carlos Santaña.

## Fiche technique
- Titre original : Delta Farce
- Réalisation : C. B. Harding
- Scénario : Bear Aderhold, Tom Sullivan
- Direction artistique :
- Décors :
- Costumes : Louise de Teliga
- Photographie : Tom Priestley Jr
- Son :
- Montage :
- Musique : James S. Levine
- Production :
- Société(s) de production : Lionsgate, Shaler Entertainment, Samwilla Productions
- Société(s) de distribution : Lionsgate
- Budget :
- Pays de production :  États-Unis
- Langue originale : anglais
- Format : couleur (Technicolor) — 1,85:1 (VistaVision) —  son Dolby numérique
- Genre : Comédie militaire
- Durée : 90 minutes
- Dates de sortie :
  - États-Unis : 11 mai 2007
  - France : 20 mai 2007

## Distribution
- Larry the Cable Guy : Soldat Larry McCoy
- Bill Engvall : Soldat Bill Little
- DJ Qualls : Soldat Everett Shackleford
- Christina Moore : Karen
- Keith David : Sergent Kilgore
- Danny Trejo : Carlos Santana (nom du guitariste)
- Marisol Nichols : (VF Ethel Houbiers) Señorita Maria Garcia
- Lisa Lampanelli : Connie
- Jeff Dunham (caméo) : The Amazing Ken
- Glenn Morshower : Chef d'État-Major des armées
- Lance Smith : Sergent Bunsen
- Bill Doyle : Colonel McMullen
- Matt Riedy : Colonel Dalton

## Bande originale
- Jerome McComb : Git Along Little Doggies
- Little Feat : Oh Atlanta
- Bosshouse : She's Movin It
- Slovak Radio Symphony Orchestra : Ride of the Valkyries
- Jerry Reed : East Bound and Down
- Julio Cesar Sanchez : Dale Moreno
- Danny Trejo : I Will Survive
- Los Lonely Boys : Oye Como Va
- Keith David et Joe Nunez : I Got You Babe